# Manaus (stad)
Manaus is een gemeente en de hoofdstad van de staat Amazonas in Brazilië en telt ongeveer 2 miljoen inwoners. 

## Geschiedenis
Omstreeks 1650 was Manaus niet meer dan een tentenkamp aan de Rio Negro van waaruit jacht werd gemaakt op de  inheemse bevolking voor de slavenhandel. In 1669 bouwden de Portugezen een fort, São José da Barra, om zich te beschermen tegen een Spaanse invasie langs de rivier de Amazone. In 1832 kreeg de nederzetting het statuut van "vila" en droeg het de naam Manaus, genoemd naar de inheemse stam Manaó.
Manaus werd belangrijk na 1839, toen het vulkaniseren van latex was uitgevonden, en de jacht op rubber losbarstte. De rubberhandel bracht de stad fabelachtige rijkdom. Het uit 1896 daterende neoclassicistische operagebouw Teatro Amazonas staat als schoolvoorbeeld voor de uiting van die welvaart. In 1913 echter kwam de Brits-Indische rubber op de markt, afkomstig van de in 1876 door Henry Wickham uit Brazilië gestolen zaden van latexbomen. Prompt stortte de rubberprijs in en verarmde de stad. Sinds 1967 heeft de stad het statuut van economische vrijhandelszone en vindt de industrie terug zijn weg tot diep in het Braziliaanse Amazoneregenwoud. Er wordt petroleum geraffineerd en noten en exotisch hout worden verhandeld. De Amazone is tot Manaus bevaarbaar voor zeeschepen tot 5000 brt.
Aan de rivier ligt de Mercado Municipal uit 1882. Dit gietijzeren marktgebouw is gebaseerd op de Parijse Les Halles. Binnen is een levendige vis- en groentemarkt.
Op ongeveer 15 km van het centrum van Manaus vloeien de Solimões en de Rio Negro samen om dan de Amazone te vormen. Deze ontmoeting van wateren (Encontro das Águas) is een grote toeristische trekpleister, aangezien de verschillen in temperatuur, stroomsnelheid en samenstelling van beide waterstromen voor bijzondere effecten zorgen. De monding van de Amazone ligt op ongeveer 1500 kilometer van Manaus.
Tijdens het Wereldkampioenschap voetbal 2014 in Brazilië was Manaus een van de gaststeden. Het was ook de enige gaststad in het Amazoneregenwoud en Noord-Brazilië. Door deze locatie was de keuze voor Manaus vrij controversieel, want de moeilijke ligging zorgde voor erg hoge kosten voor de stadionbouw en veel deelnemende landen klaagden ook over de moeilijke weersomstandigheden om te voetballen.

## Aangrenzende gemeenten
De gemeente grenst aan Careiro da Várzea, Iranduba, Itacoatiara, Novo Airão, Presidente Figueiredo en Rio Preto da Eva.

## Sport

### Voetbal
Op nationaal niveau spelen de voetbalclubs uit Manaus geen rol van betekenis. Nacional is de grootste club van de stad en werd al meer dan 40 keer staatskampioen en is daarmee een van de grootste staatskampioenen van het land. In de tijd dat elke staat nog vertegenwoordigd was in de Série A speelde Nacional er veertien seizoenen, maar na 1986 slaagde geen enkele club nog om in de hoogste klasse te spelen. Rio Negro is de tweede club van de stad. Dissidenten van Nacional richtten in de jaren veertig de club Fast op, die ook al verscheidene staatstitels won. São Raimundo won ook enkele titels en is de laatste club van de staat die in de Série B actief was, in 2006.
In 2009 werd Manaus ook verkozen als gaststad voor het WK in 2014. De stad moest de vertegenwoordiger van het noorden van het land zijn en streed om die plaats met Belém uit een naburige staat. Hiervoor werd er een nieuwe luchthaven gebouwd en werden ook vele straten heraangelegd. Het Vivaldão werd afgebroken om plaats te maken voor de Arena Amazônia. Er werden vier wedstrijden gespeeld in het stadion.

## Stedenbanden
Zustersteden van Manaus:
- Belém, Brazilië
- Goiânia, Brazilië
- Rio de Janeiro, Brazilië
- Shanghai, China
- Santo Domingo, Dominicaanse Republiek
- Jeruzalem, Israël
- Perugia, Italië
- Hamamatsu, Japan
- Pristina[bron?], Kosovo
- Moyobamba[bron?], Peru
- Charlotte, Verenigde Staten
- Mesa, Verenigde Staten
- Salt Lake City, Verenigde Staten

## Geboren
- Antonio Pizzonia (1980), autocoureur
- José Aldo (1986), MMA-vechter